# Činohra Národního divadla
Le Činohra Národního divadla (littéralement en français Théâtre dramatique national) est l'un des quatre ensembles artistiques du Théâtre national de Prague, avec l'Opéra (Opera Národního divadla (cs)), le Ballet (Opera Národního divadla (cs)) et la Laterna Magika. 

## Membres actuels (juin 2025)
Entre parenthèses, date d'entrée dans l'ensemble artistique.
- Denisa Barešová (2023)
- Pavla Beretová (2008)
- Jan Bidlas (2006)
- Magdaléna Borová (2004)
- Jana Boušková (1975)
- Marek Daniel (2023)
- Jindřiška Dudziaková (2018)
- Iva Janžurová (1987)
- Vladimír Javorský (1999–2009, puis depuis 2016)
- Filip Kaňkovský (2014)
- Šimon Krupa (2020)
- Veronika Lazorčáková (2017)
- Radúz Mácha (2011)
- Taťjana Medvecká (1975)
- Berenika Anna Mikeschová (2023)
- Robert Mikluš (2019)
- Pavel Neškudla (2023)
- František Němec (1982)
- Igor Orozovič (2013)
- Ondřej Pavelka (1993)
- Jana Pidrmanová (2012)
- Zdeněk Piškula (2023)
- Marie Poulová (2023)
- David Prachař (2002)
- Jana Preissová (1990)
- Martina Preissová (2000)
- Zuzana Stivínová (1994–2000, puis depuis 2019)
- Jiří Štěpnička (1975)
- Pavlína Štorková (2015)
- Johanna Tesařová (1992)
- Petr Vančura (2019)
- Tereza Vilišová (2015)
- Kateřina Winterová (1998)

## Anciens membres
- Josef Abrhám (1992–1994)
- Jiří Adamíra (1990–1993)
- Zdenka Baldová (1922–1958)
- Igor Bareš (2005–2016)
- Pavel Batěk (2015–2022)
- Bohumil Bezouška (1953–1981)
- Ladislav Boháč (1929–1970, 1972–1974)
- Blanka Bohdanová (1966–2010)
- Vladimír Brabec (1959–1975, 1981–1993)
- Jana Březinová (1972–1998)
- Kateřina Burianová (1991–2013)
- Zuzana Bydžovská (1990–2000)
- Vilma Cibulková (1985–1991)
- Bohuslav Čáp (1967–1989)
- Josef Čáp (1970–1984)
- Helga Čočková (1967–1993)
- Rudolf Deyl (1905–1942)
- Patrik Děrgel (2015–2021)
- Karel Dobrý (2014–2017)
- Jiří Dohnal (1935–1944, 1946–1981)
- Jan Dolanský (2003–2014)
- Leopolda Dostalová (1901–1920, 1924–1942, 1945–1959)
- Miroslav Doležal (1948–1990)
- Miroslav Donutil (1990–2013)
- Vojtěch Dyk (2008–2012)
- Miroslav Etzler (1992–1998)
- Vlasta Fabianová (1941–1977)
- Anna Fialová (2019–2023)
- František Filipovský (1945–1992)
- Ladislav Frej (1994–1998)
- Naděžda Gajerová (1959–1987)
- Věra Galatíková (1993–2005)
- Josef Gruss (1933–1971)
- Marie Glázrová (1939–1987)
- Hugo Haas (1930–1939)
- Jan Hájek (2006–2011)
- Elena Hálková (1935–1940, 1944–1951)
- Jan Hartl (1997–2015)
- Libuše Havelková (1960–1991)
- Jana Hlaváčová (1965–1990)
- Kateřina Holánová (2006–2016)
- Karel Höger (1940–1977)
- Blažena Holišová (1960–1992)
- Eva Horká (1987–1992)
- Rudolf Hrušínský (1960–1994)
- Barbora Hrzánová (1987–1993)
- Vlasta Chramostová (1990–2010)
- Jana Janěková (2000–2009, 2011–2018)
- Klára Jerneková (1966–2000)
- Karel Jičínský (1919–1938)
- Lucie Juřičková (2015–2023)
- Jan Kačer (1990–2015)
- Oldřich Kaiser (1993–1999)
- Bedřich Karen (1921–1959)
- Josef Kemr (1965–1995)
- Eva Klenová (1945–1990)
- Václav Knop (1984–1994)
- Jiří Kodet (1991–2004)
- Barbora Kodetová (1991–1996)
- Eduard Kohout (1916–1960)
- Emil Konečný (1945–1984)
- Petr Kostka (1974–1994)
- Richard Krajčo (2003–2013)
- Sabina Králová (1995–2015)
- Jarmila Krulišová (1948–1989)
- Pavel Kříž (1996–2000)
- Mario Kubec (1992–1993)
- Radovan Lukavský (1957–2008)
- Ivan Luťanský (1976–1983)
- Jaroslav Mareš (1952–1988)
- David Matásek (1991–1995, 2002–2025)
- Dana Medřická (1959–1983)
- Jaromíra Mílová (1994–2016)
- Josef Mixa (1948–1990)
- Petr Motloch (1998–2016)
- Ladislav Mrkvička (1991–2016)
- Luděk Munzar (1957–1990)
- Růžena Nasková (1907–1955)
- Bořivoj Navrátil (1961–1992)
- Miloš Nedbal (1945–1970, 1973–1976)
- Antonie Nedošinská (1928–1940)
- Miloš Nesvadba (1948–2014)
- Stanislav Neumann (1927–1975)
- Jan Novotný (1993–2016)
- Josef Pehr (1945–1985)
- Martin Pechlát (2012–2018)
- Petr Pelzer (1994–2015)
- Ladislav Pešek (1929–1976)
- Jiřina Petrovická (1951–1990)
- Tomáš Petřík (1999–2004)
- Jan Pivec (1934–1970)
- Lída Plachá (1948–1988)
- Lucie Polišenská (2015–2024)
- Bronislav Poloczek (1988–2011)
- Karel Pospíšil (1995–2011)
- Simona Postlerová (1987–1992)
- Václav Postránecký (1979–2019)
- Martin Preiss (1998–2004)
- Bedřich Prokoš (1958–1965, 1969–1984)
- Jaroslav Průcha (1931–1963)
- Alexej Pyško (1988–2016)
- René Přibil (1988–1992)
- Filip Rajmont (2010–2023)
- Saša Rašilov starší (1921–1955)
- Saša Rašilov mladší (2002–2024)
- Regina Rázlová (1981–1998)
- Vladimír Ráž (1954–1990)
- Boris Rösner (1987–2005)
- Martin Růžek (1963–1990)
- Čestmír Řanda (1966–1986)
- Ivan Řezáč (1987–1995)
- Matyáš Řezníček (2016–2023)
- Eva Salzmannová (1990–1991, 1994–2018)
- Soběslav Sejk (1953–1990)
- Olga Scheinpflugová (1929–1944, 1946–1968)
- Luba Skořepová (1948–2014)
- Michal Slaný (2001–2009)
- František Smolík (1934–1961)
- Jitka Smutná (1990–2006)
- Josef Somr (1978–2002)
- Jiří Sovák (1966–1984)
- Rudolf Stärz (1999–2013)
- Milan Stehlík (1970–2019)
- Jana Stryková (2017–2023)
- Jiří Suchý z Tábora (2016–2019)
- Petr Svoboda (1984–1989)
- Petr Svojtka (1975–1982)
- Libuše Šafránková (1992–1994)
- Zdeněk Šavrda (1951–1978)
- Zuzana Šavrdová (1972–2011)
- Jiřina Šejbalová (1928–1971)
- Hana Ševčíková (1992–2015)
- Petra Špalková (2004–2014)
- Miluše Šplechtová (1991–2015)
- Petr Štěpánek (1970–1993)
- Zdeněk Štěpánek (1934–1968)
- Jiřina Štěpničková (1930–1936)
- Alena Štréblová (2016–2023)
- Jan Šťastný (1988–1992)
- Alois Švehlík (1988–2025)
- Václav Švorc (1944–1990)
- Antonie Talacková (2006–2016)
- Sylva Turbová (1972–1998)
- Jaroslava Tvrzníková (1965–1981)
- Vilém Udatný (1996–2004)
- Jiří Vala (1971–1999)
- Marek Vašut (1985–1992)
- Marie Vášová (1945–1984)
- Josef Velda (1963–1992)
- Josef Vinklář (1983–2007)
- Jan Vlasák (1990–2000)
- Oldřich Vlček (1967–2015)
- Jaroslav Vojta (1925–1959)
- Pavel Vondruška (1977–2009)
- Václav Voska (1945–1950)
- Václav Vydra (1922–1940, 1945–1953)
- Bohuš Záhorský (1946–1977)
- Lucie Žáčková (2006–2016)
- Vlasta Žehrová (1981–1989)